# Filip Vilém Falcký
Filip Vilém Falcký (24. listopadu 1615, Neuburg an der Donau – 2. září 1690, Vídeň) byl falckrabě rýnský a neuburský, vévoda z Bergu a Jülichu a v letech 1685–1690 falcký kurfiřt.

## Biografie

### Původ, mládí
Narodil se jako syn falckraběte Wolfganga Viléma Neuburského a jeho manželky, bavorské princezny Magdaleny.
Chlapci se dostalo pečlivé katolické výchovy, jeho vzdělání měli na starosti učitelé z řad jezuitů. Dětství strávil v Neuburg an der Donau nebo v Düsseldorfu.

### Manželství, potomci
8. června roku 1642 se ve Varšavě oženil s Annou Kateřinou Konstancí, nejmladším dítětem i dcerou ze sedmi potomků polského krále Zikmunda III. Wasy a jeho druhé manželky Konstance Habsburské. Anna s sebou přinesla věno 243 333 tolarů, klenoty v hodnotě 300 000 tolarů, cennosti ze zlata a stříbra, tkaniny a perské koberce. Její majetek zahrnoval i usedlosti v Itálii ve Fogii, Kalábrii a Abruzzu (dědictví po Annině prabábě Boně Sforze).
Jejich jediný potomek (chlapec) se narodil a zemřel 9. června 1645. Další děti již z manželství nevzešly. Anna sama pak zemřela 8. října 1651.
Podruhé se Filip Vilém oženil 3. září 1653; jeho vyvolenou se stala Alžběta Amálie Hesensko-Darmstadtská, dcera hesenského lankraběte Jiřího II. a jeho manželky Žofie Eleonory, saské princezny. Alžběta porodila 17 dětí (těhotná byla dokonce 23krát), z nichž 14 se dožilo dospělého věku a sehrálo důležitou roli v historii Evropy.
- Eleonora Magdalena (6. ledna 1655 – 19. ledna 1720), ⚭ 1676 Leopold I. (9. června 1640 – 5. května 1705), císař Svaté říše římské, král český a uherský od roku 1657 až do své smrti
- Marie Adéla (*/† 1656)
- Žofie Alžběta (25. května 1657 – 7. února 1658)
- Jan Vilém (19. dubna 1658 – 8. června 1716), vévoda jülišský a bergský a od roku 1690 také falcký kurfiřt,
⚭ 1678 Marie Anna Habsburská (20. prosince 1654 – 14. dubna 1689)
⚭ 1691 Anna Marie Luisa Medicejská (5. června 1667 – 18. února 1743)

- Wolfgang Jiří (5. června 1659 – 4. června 1683) – biskup „ad personam“ v Kolíně
- Ludvík Antonín (9. června 1660 – 4. května 1694) – wormský biskup, Velmistr řádu německých rytířů
- Karel III. Filip (4. listopadu 1661 – 31. prosince 1742), falcko-neuburský hrabě, vévoda z Jülichu a falcký kurfiřt,
⚭ 1688 Ludvika Karolina Radziwiłłova (27. února 1667 – 25. března 1695)
⚭ 1701 Tereza Lubomirska (1. ledna 1685 – 6. ledna 1712)
⚭ 1728 Violanta Tereza Thurn-Taxis (1. dubna 1683 – 2. listopadu 1734), morganatické manželství

- Alexandr Zikmund (16. dubna 1663 – 24. ledna 1737), augsburský biskup
- František Ludvík (18. července 1664 – 6. dubna 1732), kanovník v Münsteru
- Marie Žofie (6. srpna 1666 – 4. srpna 1699), ⚭ 1687 Petr II. (26. dubna 1648 – 9. prosince 1706), král portugalský a algarve od roku 1683 až do své smrti

- Marie Anna (28. října 1667 – 16. července 1740), ⚭ 1690 Karel II. (6. listopadu 1661 – 1. listopadu 1700), král španělský, neapolský a sicilský král od roku 1665 až do své smrti

- Filip Vilém (19. listopadu 1668 – 5. dubna 1693), falckrabě z Neuburgu, ⚭ 1690 Anna Marie Františka Toskánská (13. června 1672 – 15. října 1741)

- Dorotea Žofie (5. července 1670 – 15. září 1748), matka Alžběty Parmské-Farnese, španělské královny,
⚭ 1690 Eduard Parmský (12. srpna 1666 – 6. září 1693), dědičný parmský princ
⚭ 1696 František Parmský (19. května 1678 – 26. února 1727), vévoda z Parmy a Piacenzy

- Hedvika Alžběta (18. července 1673 – 10. srpna 1722), ⚭ 1691 Jakub Ludvík Sobieski (2. listopadu 1667 – 19. prosince 1737), polský princ a kníže olavský

- Jan (*/† 1675)
- Leopoldina Eleonora (27. května 1679 – 8. března 1693), zemřela jako snoubenka bavorského kurfiřta Maxmiliána II. Emanuela (11. července 1662 – 26. února 1726)

### Falcký kurfiřt
Roku 1685 roku zemřel bez potomků falcký kurfiřt Karel II. a v jeho osob vymírá i protestantská linie Pfalz-Simmern. Titul kurfiřta i zemi převzal Filip Vilém jako představitel katolické linie Pfalz-Neuburg (potomci německého krále Ruprechta III. Falckého). Vládcem země se tedy stal panovník jiného vyznání, než většina jejích obyvatel. Filip Vilém se zavázal Karlovi být vládcem tolerantním, avšak u obyvatel vyznávajících kalvinismus jeho nástup vzbudil silné negativní emoce. Díky tolerantní náboženské politice se kurfiřtovi, který usiloval o rovnoprávné postavení všech konfesí, dařilo předcházet rozmíškám kvůli vyznání.

### Devítiletá válka
Vyvstal však jiný závažný problém, a sice dědické nároky, které vznesl francouzský král Ludvík XIV. jménem své švagrové (manželky jeho mladšího bratra Filip I. Orleánského) Alžběty Šarloty, sestry Karla II. Jednání skončila bez úspěchu a v září roku 1688 vtáhla francouzská vojska do Rýnské Falce, zahájivše systematicky dobývání pomocí taktiky spálené země. V důsledku toho vypukl devastující válečný konflikt, Devítiletá válka (1688–1697), kdy se proti Francii Ludvíka XIV. postavila koalice evropských států (Augšpurská liga) s cílem zamezit další francouzské územní expanzi. Titul falckého kurfiřta nakonec zůstal v rukou katolické linie Wittelsbachů, kam přešel po smrti Karla II. Falckého, ovšem za cenu zničení do té doby kvetoucí země.

### Smrt
Konce a vyřešení tohoto konfliktu se však již Filip Vilém nedočkal. Počátkem roku 1690 se vypravil do Vídně na korunovaci svého vnuka Josefa I. německým králem (3. ledna 1690). Zemřel ve Vídni 2. září 1690 a byl pochován v rodném Neuburgu.

## Vývod z předků
|                    |                                |  |                    |                         |  |  |  |  |  |  |  | Ludvík II. Falcko-Zweibrückenský |
|                    |                                |  |                    |                         |  |  |  |  |  |  |  |                                  |
|                    | Wolfgang Falcko-Zweibrückenský |  |                    |                         |  |  |  |  |  |  |  |                                  |
|                    |                                |  |                    |                         |  |  |  |  |  |  |  |                                  |
|                    |                                |  |                    | Alžběta Hesenská        |  |  |  |  |  |  |  |                                  |
|                    |                                |  |                    |                         |  |  |  |  |  |  |  |                                  |
|                    | Filip Ludvík Falcko-Neuburský  |  |                    |                         |  |  |  |  |  |  |  |                                  |
|                    |                                |  |                    |                         |  |  |  |  |  |  |  |                                  |
|                    |                                |  |                    | Filip I. Hesenský       |  |  |  |  |  |  |  |                                  |
|                    |                                |  |                    |                         |  |  |  |  |  |  |  |                                  |
|                    | Anna Hesenská                  |  |                    |                         |  |  |  |  |  |  |  |                                  |
|                    |                                |  |                    |                         |  |  |  |  |  |  |  |                                  |
|                    |                                |  |                    | Kristýna Saská          |  |  |  |  |  |  |  |                                  |
|                    |                                |  |                    |                         |  |  |  |  |  |  |  |                                  |
|                    | Wolfgang Vilém Neuburský       |  |                    |                         |  |  |  |  |  |  |  |                                  |
|                    |                                |  |                    |                         |  |  |  |  |  |  |  |                                  |
|                    |                                |  |                    | Jan III. Klevský        |  |  |  |  |  |  |  |                                  |
|                    |                                |  |                    |                         |  |  |  |  |  |  |  |                                  |
|                    | Vilém z Jülich-Cleves-Bergu    |  |                    |                         |  |  |  |  |  |  |  |                                  |
|                    |                                |  |                    |                         |  |  |  |  |  |  |  |                                  |
|                    |                                |  |                    | Marie z Jülich-Bergu    |  |  |  |  |  |  |  |                                  |
|                    |                                |  |                    |                         |  |  |  |  |  |  |  |                                  |
|                    | Anna Klevská                   |  |                    |                         |  |  |  |  |  |  |  |                                  |
|                    |                                |  |                    |                         |  |  |  |  |  |  |  |                                  |
|                    |                                |  |                    | Ferdinand I. Habsburský |  |  |  |  |  |  |  |                                  |
|                    |                                |  |                    |                         |  |  |  |  |  |  |  |                                  |
|                    | Marie Habsburská               |  |                    |                         |  |  |  |  |  |  |  |                                  |
|                    |                                |  |                    |                         |  |  |  |  |  |  |  |                                  |
|                    |                                |  |                    | Anna Jagellonská        |  |  |  |  |  |  |  |                                  |
|                    |                                |  |                    |                         |  |  |  |  |  |  |  |                                  |
| Filip Vilém Falcký |                                |  |                    |                         |  |  |  |  |  |  |  |                                  |
|                    |                                |  |                    |                         |  |  |  |  |  |  |  |                                  |
|                    |                                |  | Vilém IV. Bavorský |                         |  |  |  |  |  |  |  |                                  |
|                    |                                |  |                    |                         |  |  |  |  |  |  |  |                                  |
|                    | Albrecht V. Bavorský           |  |                    |                         |  |  |  |  |  |  |  |                                  |
|                    |                                |  |                    |                         |  |  |  |  |  |  |  |                                  |
|                    |                                |  |                    | Jakoba Marie Bádenská   |  |  |  |  |  |  |  |                                  |
|                    |                                |  |                    |                         |  |  |  |  |  |  |  |                                  |
|                    | Vilém V. Bavorský              |  |                    |                         |  |  |  |  |  |  |  |                                  |
|                    |                                |  |                    |                         |  |  |  |  |  |  |  |                                  |
|                    |                                |  |                    | Ferdinand I. Habsburský |  |  |  |  |  |  |  |                                  |
|                    |                                |  |                    |                         |  |  |  |  |  |  |  |                                  |
|                    | Anna Habsburská                |  |                    |                         |  |  |  |  |  |  |  |                                  |
|                    |                                |  |                    |                         |  |  |  |  |  |  |  |                                  |
|                    |                                |  |                    | Anna Jagellonská        |  |  |  |  |  |  |  |                                  |
|                    |                                |  |                    |                         |  |  |  |  |  |  |  |                                  |
|                    | Magdaléna Bavorská             |  |                    |                         |  |  |  |  |  |  |  |                                  |
|                    |                                |  |                    |                         |  |  |  |  |  |  |  |                                  |
|                    |                                |  |                    | Antonín Lotrinský       |  |  |  |  |  |  |  |                                  |
|                    |                                |  |                    |                         |  |  |  |  |  |  |  |                                  |
|                    | František I. Lotrinský         |  |                    |                         |  |  |  |  |  |  |  |                                  |
|                    |                                |  |                    |                         |  |  |  |  |  |  |  |                                  |
|                    |                                |  |                    | Renata Bourbonská       |  |  |  |  |  |  |  |                                  |
|                    |                                |  |                    |                         |  |  |  |  |  |  |  |                                  |
|                    | Renata Lotrinská               |  |                    |                         |  |  |  |  |  |  |  |                                  |
|                    |                                |  |                    |                         |  |  |  |  |  |  |  |                                  |
|                    |                                |  |                    | Kristián II. Dánský     |  |  |  |  |  |  |  |                                  |
|                    |                                |  |                    |                         |  |  |  |  |  |  |  |                                  |
|                    | Kristina Dánská                |  |                    |                         |  |  |  |  |  |  |  |                                  |
|                    |                                |  |                    |                         |  |  |  |  |  |  |  |                                  |
|                    |                                |  |                    | Isabela Habsburská      |  |  |  |  |  |  |  |                                  |
|                    |                                |  |                    |                         |  |  |  |  |  |  |  |                                  |